# 勒烏阿爾布鄉
45°9′N 25°21′E / 45.150°N 25.350°E
勒烏阿爾布鄉（羅馬尼亞語：Comuna Râu Alb, Dâmbovița），是羅馬尼亞的鄉份，位於該國南部，由登博維察縣負責管轄，面積25平方公里，海拔高度490米，2007年人口1,766，人口密度每平方公里72人。